# لورين بوش
لورين بيرس بوش (بالإنجليزية: Lauren Bush) (من مواليد 25 يونيو 1984) ، والمعروفة باسم لورين بوش لورين ، هو المدير التنفيذي والمؤسس المشارك لمشاريع FEED. وهي معروفة أيضًا بحياتها المهنية السابقة كعارضة أزياء ومصممة. وهي ابنة نيل بوش وشارون بوش (ني سميث) ، وهي حفيدة الرئيس السابق جورج بوش الأب وابنة أخ الرئيس السابق جورج بوش الأبن و حاكم فلوريدا السابق جيب بوش.

## نشاتها
ولدت في 25 يونيو 1984 ، لورين بيرس بوش في دنفر ، كولورادو ، ونشأ في هيوستن ، تكساس.

## التعليم
تعلمت في جامعة برنستون.

## روابط خارجية
- لورين بوش على موقع IMDb (الإنجليزية)
- لورين بوش على موقع دليل عارضات الأزياء (الإنجليزية)